# 鉄道運転規則
鉄道運転規則（てつどううんてんきそく）は、鉄道に関しての運転基準を定めていた運輸省令。

## 概要
鉄道営業法（明治33年法律第65号）の規定に基づいて制定された。
2002年（平成14年）3月31日の「鉄道に関する技術上の基準を定める省令の施行及びこれに伴う国土交通省関係省令の整備等に関する省令」の施行に伴い、廃止された。

## 廃止時の構成
- 第一章　総則（第1条 - 第6条）
- 第二章　係員（第7条 - 第14条）
- 第三章　施設及び車両
  - 第一節　線路の保全（第15条 - 第19条）
  - 第二節　電力設備の保全（第20条 - 第25条）
  - 第三節　運転保安設備の保全（第26条 - 第30条）
  - 第四節　踏切道及び建築限界の保全（第31条 - 第34条）
  - 第五節　車両の整備（第35条 - 第47条）
  - 第六節　積載制限等（第48条 - 第51条）
- 第四章　運転
  - 第一節　列車の組成（第52条 - 第60条）
  - 第二節　列車の運転（第61条 - 第75条）
  - 第三節　列車の入換え（第76条 - 第80条）
  - 第四節　転てつ器の操作（第81条）
  - 第五節　車両等の留置（第82条・第83条）
  - 第六節　運転速度（第84条 - 第93条）
- 第五章　閉そく等
  - 第一節　総則（第94条 - 第101条）
  - 第二節　常用閉そく方式
    - 第一款　自動閉そく式（第102条・第103条）
    - 第二款　車内信号閉そく式（第104条・第105条）
    - 第三款　特殊自動閉そく式（第106条・第107条）
    - 第四款　連動閉そく式（第108条・第109条）
    - 第五款　連査閉そく式（第110条・第111条）
    - 第六款　タブレット閉そく式（第112条 - 第116条）
    - 第七款　票券閉そく式（第117条 - 第122条）
    - 第八款　スタフ閉そく式（第123条・第124条）

  - 第三節　代用閉そく方式
    - 第一款　通信式及び指令式（第125条 - 第129条）
    - 第二款　指導通信式及び指導指令式（第130条 - 第142条）
    - 第三款　指導式（第143条 - 第146条）

  - 第四節　閉そく準用法
    - 第一款　隔時法及び特殊隔時法（第147条 - 第149条）
    - 第二款　票券隔時法（第150条 - 第152条）
    - 第三款　指導隔時法及び特殊指導隔時法（第153条 - 第157条）
    - 第四款　伝令法（第158条 - 第163条の2）
- 第六章　鉄道信号
  - 第一節　総則（第164条 - 第167条）
  - 第二節　信号
    - 第一款　通則（第168条 - 第184条）
    - 第二款　常置信号機（第185条 - 第207条）
    - 第三款　車内信号機（第208条 - 第210条）
    - 第四款　臨時信号機（第211条 - 第215条）
    - 第五款　手信号（第216条 - 第221条）
    - 第六款　特殊信号（第222条 - 第224条）
    - 第七款　故障時等の信号現示等（第225条）

  - 第三節　合図（第226条 - 第231条）
  - 第四節　標識（第232条 - 第248条）
- 附則